# Вільям Пресс
Вільям Генрі Пресс (нар. 23 травня 1948) — астрофізик, фізик-теоретик, комп’ютерний науковець і комп’ютерний біолог, член Національної академії наук США. Пресс особливо відомий відкриттям формалізму Пресса–Шехтера для розподілу мас галактик у Всесвіті, калібруванням віддалених наднових як стандартних свічок і успішною серією книг про наукові обчислення Numerical Recipes.

## Біографія
Син геофізика Френка Пресса, Вільям Пресс відвідував державні школи в Пасадені, штат Каліфорнія, закінчивши Пасаденську середню школу в 1965 році. Він здобув вищу освіту в Гарварді, де отримав ступінь бакалавра з фізики в 1969 році. Отримав ступінь доктора філософії з теоретичної фізики від Каліфорнійського технологічного інституту під керівництвом Кіпа Торна в 1973 році. Пресс деякий час був професором-асистентом Каліфорнійського технологічного інституту, потім професором-асистентом Прінстонського університету (1974–1976), а в 1976 році повернутися до Гарварду як професор. У віці 28 років він став наймолодшим на той час штатним викладачем університету.
Прес понад 20 років був професором астрономії та фізики в Гарвардському університеті та членом Гарвард-Смітсонівського астрофізичного центру. У 1982–1985 роках був завідувачем кафедри астрономії. У 1998 році Пресс залишив Гарвард, щоб стати заступником директора лабораторії в Лос-Аламоській національній лабораторії, працюючи під керівництвом директорів Джона К. Брауна та Джорджа Пітера Наноса. Він керував участю Лос-Аламоської національної лабораторії в Об'єднаному інституті генома та в будівництві Джерела розщеплення нейтронів. Прес переїхав до Техаського університету в Остіні в 2007 році і, змінивши сферу досліджень, став професором на кафедрах інформатики та інтегративної біології.

## Наукові результати
У галузі загальної теорії відносності Пресс найбільше відомий своєю роботою з Саулом Теукольським, яка встановила динамічну стабільність чорних дір, що обертаються В астрофізиці Пресс найбільше відомий своїм відкриттям разом з Полом Шехтером формалізму Пресса–Шехтера, який передбачає розподіл мас галактик у Всесвіті, а також роботою з Адамом Ріссом і Робертом Кіршнером над калібруванням віддалених наднових як стандартних свічок. Ця остання робота дозволила відкрити прискорення розширення Всесвіту Адамом Ріссом, Браяном Шмідтом і Солом Перлмуттером, за що вони отримали Нобелівську премію з фізики 2011 року. Після присудження Нобелівської премії 2017 року Кіпу Торну, Пресс приєднався до списку науковців, чиї студент і науковий керівник отримали Нобелівську премію, але не вони самі. До цього списку також входять Альфред Стертевант, Гілберт Н. Льюїс, Дж. Роберт Оппенгеймер., Едвард Теллер, Віктор Вайскопф, Чарльз Лорітсен, Е. Б. Вілсон, Річард А. Мюллер, Сем Трейман, Сідні Коулмен та ще кілька науковців.
Разом з Фріменом Дайсоном, Пресс відкрив і назвав стратегії з нульовим детермінантом для «Дилеми в’язня» та інших ігор. 

## Відзнаки й нагороди
Пресс є членом Національної академії наук США, Американської академії мистецтв і наук і Ради з міжнародних відносин. Інші нагороди включають премію Хелен Б. Ворнер з астрономії 1981 року. Пресс є членом консультативної групи з питань оборони JASON з 1977 року та колишнім її головою.
З 2009 по 2016 рік Пресс обіймав посаду віце-голови Президентської ради консультантів з питань науки і технологій президента Обами. У 2012–2013 роках він обіймав посаду 165-го президента Американської асоціації сприяння розвитку науки. У липні 2016 року він став скарбником Національної академії наук США, а також членом її Ради та Правління.
У 1989 році він був обраний членом Американського фізичного товариства «на знак визнання важливого теоретичного внеску в релятивістську астрофізику та космологію».